# فیکه بوخورست
فیکه بوخورست (انگلیسی: Fieke Boekhorst؛ زادهٔ ۱۸ دسامبر ۱۹۵۷) بازیکن هاکی روی چمن اهل هلند بود.
وی در مسابقات کشوری و بین‌المللی در مجموع برندهٔ ۴ مدال طلا، ۱ مدال نقره شده‌است.